# Vazari-Didda
Vazari-Didda (łac. Diocesis Vazaritanus Diddensis) – stolica historycznej diecezji w Cesarstwie rzymskim w prowincji Afryka Prokonsularna, sufragania metropolii Kartagina. Współcześnie w Tunezji. Obecnie katolickie biskupstwo tytularne.

## Biskupi tytularni
| Lp. | Biskup                    | Funkcja                                   | Od                | Do               |
| --- | ------------------------- | ----------------------------------------- | ----------------- | ---------------- |
| 1   | Lawrence Leo Graner       | emerytowany arcybiskup Dhaki (Bangladesz) | 23 listopada 1967 | 23 stycznia 1971 |
| 2   | Gilberto Valbuena Sánchez | wikariusz apostolski La Paz (Meksyk)      | 9 grudnia 1972    | 21 marca 1988    |
| 3   | Jose Palma                | biskup pomocniczy Cebu (Filipiny)         | 28 listopada 1997 | 13 stycznia 1999 |
| 4   | José Colin Bagaforo       | biskup pomocniczy Cotabato (Filipiny)     | 2 lutego 2006     | 25 lipca 2016    |
| 5   | Engelberto Polino Sánchez | biskup pomocniczy Guadalajary (Meksyk)    | 2 lutego 2018     |                  |